# Nürnberger Versicherungsgruppe
Nürnberger Versicherung (NÜRNBERGER Versicherung) – niemieckie przedsiębiorstwo działające w sektorze usług ubezpieczeniowych, z siedzibą w Norymberdze. Na rynku niemieckim znane jest przede wszystkim ze sprzedaży ubezpieczeń na życie.

## Historia
Założycielami firmy w roku 1884 byli Lothar Freiherr von Faber, Friedrich von Grundherr, Johannes Falk, Johan Georg Kugler, Moritz Poehlmann, Samuel Bloch oraz Karl Wunder.
Przedsiębiorstwo początkowo działało tylko w Niemczech, lecz już od roku 1888 tworzyło liczne przedsiębiorstwa na terenie Austro-Węgier, Danii i Norwegii.
Oferta z biegiem lat została stopniowo poszerzona o ubezpieczenia na wypadek inwalidztwa, ubezpieczenia wojskowych (od 1887) i inne.
W 1938 r. przedsiębiorstwo zmieniło nazwę na Nürnberger Lebensversicherung AG.
W 1952 roku dokonano pierwszej reorganizacji przedsiębiorstwa tworząc spółkę zajmującą się ubezpieczeniami od następstw nieszczęśliwych wypadków, ubezpieczeniami pojazdów silnikowych, ubezpieczeniami transportowymi pod wspólną nazwą Nürnberger Allgemeine Versicherungs-AG.
W roku 1990 utworzono spółkę Nürnberger Lebensversicherung AG zajmującą się tylko i wyłącznie sprzedażą ubezpieczeń na życie.
W roku finansowym 2018 przedsiębiorstwo zatrudniało około 20.500 pracowników, przy obrotach ze sprzedaży na poziomie 4,404 miliarda euro. Ten wynik finansowy możliwy był do osiągnięcia głównie poprzez sprzedaż ubezpieczeń na życie, które stanowiły ok. 2,3 miliarda euro dochodu ze składek.